# Пероопашата тупая
Пероопашатите тупаи (Ptilocercus lowii) са вид дребни бозайници, единствен представител на род Ptilocercus и семейство Ptilocercidae.
Разпространени са в горите на полуостров Малака и близките части на Малайския архипелаг. За разлика от останалите тупаи те са активни само през нощта.
Пероопашатите тупаи са единствените диви бозайници, за които е известно, че редовно консумират алкохол. Изследвания на животни в Малайзия показват, че те прекарват няколко часа всяка нощ, поглъщайки еквивалента на 10 до 12 чаши вино с алкохолно съдържание до 3,8%, пиейки естествено ферментирал нектар на палмата бертам (Eugeissona). Този нектар има едно от най-високите алкохолни съдържания сред естествените храни.
Въпреки че консумират значителни количества алкохол, пероопашатите тупаи не показват признаци на опияняване, вероятно поради разлики в метаболизма в сравнение с хората. Консумацията на алкохол се смята за еволюционна адаптация, но физиологичните функции на повишеното алколохно съдържание в кръвта на тупаите не са добре проучени.